# LGB
LGB er en forkortelse for Laser Guided Bomb, en bombe, der kastes fra en flyvemaskine og derpå ledes mod målet ved hjælp af laserstyring. Bomberne kan enten laves til laserstyring, eller et LGB-kit kan påmonteres 'dumme' bomber (konventionelle bomber). Dette kit indeholder styrbare finner og et hoved med en lasersensor.
Belysning af målet (tagging) kan også ske af en person på jorden med en Laser Designator, men normalen er at det sker fra et fly. Det kan ske at måludpegningen sker fra eet fly, mens bomberne kastes fra andre.
Ikke alle fly har mulighed for måludpegning, f.eks. kan LANTIRN (Low Altitude Navigation and Targeting Infrared for Night) kun monteres på F-14, F-15E og F-16C/D, mens bomberne også kan kastes af flere andre flytyper.
Der findes flere andre typer laserudpegning, blandt andet Night Hawk, der er udviklet specielt til F-18 Hornet i flyets C- og D-modeller (Night Attack Hornet).
Grunden til at man ikke kan montere et laserudstyr på et tilfældigt fly er, at udstyret, der sidder under flyet i en pod, i høj grad skal arbejde sammen med flyets avionics.